# Metehan Özçatal
Metehan Özçatal (* 9. März 1997 in Ankara) ist ein türkischer Fußballspieler.

## Karriere
Özçatal begann mit dem Vereinsfußball in der Jugend von Istanbul BB und spielte anschließend auch für die Jugendabteilungen der Vereine THY Istanbul SK, 1453 Fatih Istanbul GSK, İstanbul Kastamonu GSK und Adana Demirspor.
Im Dezember 2015 erhielt er bei letzterem einen Profivertrag, spielte aber weiterhin überwiegend für die Nachwuchsmannschaften. Trotzdem wurde er auch am Training der Profimannschaft von Demirspor beteiligt und gab schließlich am 2. Dezember 2015 in der Pokalbegegnung gegen Sivas Belediyespor sein Profidebüt.